# Rodrigo Sanches de Portugal
Rodrigo Sanches de Portugal (1200? - agosto de 1245), foi um Infante de Portugal, filho bastardo de Sancho I de Portugal e de Maria Pais Ribeira, a Ribeirinha.
Foi um dos chefes do partido senhorial durante o reinado de Sancho II de Portugal. Morreu em combate na Lide de Gaia em 1245 contra o exército real comandado por Martim Gil de Soverosa.
Foi enterrado no mosteiro de Grijó e no qual se encontra num túmulo com a sua estátua jazente.

## Biografia

### Primeiros anos
Nascido por volta de 1200, foi beneficiado desde cedo, como a mãe e os irmãos, com a doação do seu lugar de criação, Vila do Conde, em julho de 1207. Três anos depois, foi alvo de novas doações, desta vez na Covilhã, região com a qual parece ter mantido relações de maior proximidade na idade adulta.
À morte de Sancho I de Portugal, em Coimbra, a 26 de março de 1211, Rodrigo contava onze anos, e recebia por testamento 8.000 morabitinos, mantendo-se afastado da corte no reinado do seu meio-irmão, o rei Afonso II de Portugal. A mãe  retirou-se para Vila do Conde, trajada de luto (branco na época), sendo raptada no caminho, perto de Avelãs de Caminho, por Gomes Lourenço Viegas, que por ela se apaixonara, e refugiou-se no Reino de Leão.
A pedido de Martim Pais Ribeira, tio de Rodrigo, Afonso II redigiu uma carta para Afonso IX de Leão rogando-lhe que fizesse com que Gomes Lourenço retornasse a Portugal. Maria ajudou também ao seu regresso quando habilmente convenceu Gomes que também por ele se apaixonara e que, retornando a Portugal ajudá-lo-ia a obter o perdão do soberano português, mas quando regressou, Maria ao invés instou o rei a que fizesse justiça, pelo que se ordenou a execução do raptor. A sua mãe casaria novamente com o galego João Fernandes de Lima.

### A ascensão na corte

#### Primeiras presenças na corte
Rodrigo começa a aparecer mais frequentemente na documentação a partir do reinado do seu sobrinho, Sancho II de Portugal, sobretudo na subscrição de diplomas, primeiro como simples confirmante, e mais tarde como tenente  de  diversas  Terras. Começa por confirmar, a 13 de setembro de 1223 surge a confirmar o Foral de Barqueiros. Em janeiro de 1225 confirma também o foral de Canelas, que Sancho II dera ao bispo de Lamego, D. Paio.

#### O governo de tenências
Entre 1226 e 1227 são-lhe atribuídas as primeiras tenências: Viseu, Pinhel e Trancoso. Em  1222  é  nomeado  tenens  a  Doriousque ad Limiam, ou Tenente de Entre-Douro-e-Lima, cargo desempenhado até 1229, e desconhecido até então e provavelmente honorífico. uma vez que não tinha uma correspondência territorial concreta. Perde as tenências muito rapidamente: a partir de 1228 deixa de ser documentado como tenente de Trancoso, em 1227 perdera Pinhel, no mesmo ano em que ganhara essa tenência, e em 1226 Viseu, também no mesmo ano em que fora apontado para a mesma.
De facto, a partir de 1229 surge um vazio no que respeita às referências documentais ao infante, falta que provavelmente acompanhava a provável ausência da corte na consequência de um primeiro desentendimento com o rei. Mas a partir de 1235 volta ao ativo, sendo-lhe atribuídas inclusivamente mais tenências do que as que até então detivera, porém sempre num curto espaço de tempo. Com exceção de Évora, que mantém até ano seguinte, todas as tenências ganhas em 1235 (Terras de Faria, Maia, Vermoim, Lafões e Besteiros são perdidas nesse mesmo ano.
Regressa à confirmação de documentos sem a menção de tenente, como prova a documentação de  fevereiro  de  1236,  em  janeiro  de  1239,  em  janeiro  de  1240  e  maio  de  1240. Uma  das últimas  referências  documentais  conhecidas  remonta  a  agosto  de  1241,  quando  confirma  uma doação à Sé do Porto, vitima de vários atos violentos por ele cometidos num passado recente. Na década de 1240, volta uma vez mais às tenências: recupera a de Viseu em 1244, e será provavelmente no ano de morte que ganha a de Panoias.

### A crise de 1245 e a morte
A nova perda das tenências em 1236 revela que, tal como vários outros magnates da corte, como os irmãos Gonçalo Mendes II de Sousa, Vasco Mendes de Sousa e Rodrigo Mendes de Sousa e ainda Martim Pais da Ribeira, Fernão Anes de Riba de Vizela, e do chanceler-mor, Mestre Vicente, foi afastado dos cargos e talvez da própria corte. Sancho II acaba por desentender-se com uma grande maioria da nobreza, que (possivelmente a partir da década de 40) começava a depositar as suas esperanças no irmão de Sancho, o conde Afonso de Bolonha, que pretendia tomar o trono. Rodrigo acabaria por tornar-se num dos mais ativos apoiantes do conde-infante, seu sobrinho.
Nesta posição, chefiou, juntamente com Abril Peres de Lumiares, a batalha que opôs a hoste favorável ao  Bolonhês à que se mantinha fiel a Sancho II, comandada por Martim Gil de Soverosa, batalha conhecida como Lide de Gaia. Apesar da vitória do partido bolonhês, foi ferido com gravidade, sendo transportado para o Mosteiro  de  Grijó, onde  professava  o  seu irmão, Nuno Sanches. Ambos eram membros da família patronal, sendo tetranetos de  Soeiro  Fromarigues  e  trinetos  de  Nuno  Soares  de  Grijó. Apesar dos recursos que dispunha e que esperavam por ele, Rodrigo acabou por falecer no caminho, no local, onde, segundo a tradição popular, foi erguido o Padrão Velho, a poucos metros do Mosteiro de Grijó.
A data exata sua morte permanece dúbia: o seu epitáfio apresenta apenas ano da morte, e embora o acrescento posterior (Obijt  VI  Nn.  Iulij,  Era  M.  CC.  LXXXII.  Anno  Donini  [sic]1245) aponte para julho, uma vez que a Lide de Gaia se teria dado na mesma altura da divulgação da bula Grandi non immerito, que impunha a deposição de Sancho, o seu companheiro de armas, Abril Pires de Lumiares, que teria morrido na mesma batalha, ainda aparece vivo em agosto desse ano, pelo que a batalha se teria dado em agosto e não em julho, e tanto Abril como Rodrigo teriam falecido em agosto.

### Posteridade
Uma longa inscrição hoje desaparecida, mas transcrita na Monarquia Lusitana, enumera as suas virtudes: grande cortesão, insigne nas armas, semelhante a Rolando, amável para todos… gracioso e de conversação alegre, folgava de rir e falar… evitando o incesto, verdadeiro nas promessas, severo para com os inimigos… assinalou-se nas armas, floresceu na piedade e na brandura… pacifico, humilde, de rara bondade e sem engano. Tal era o retrato modelar do bom cavaleiro que a literatura cortês propunha aos seus pares em meados do século XIII.

#### Túmulo
O seu túmulo no Mosteiro de Grijó foi classificado como Monumento Nacional (1910) e é, talvez, "o mais antigo exemplar dos monumentos funerários portugueses a possuir estátua jacente, se exceptuarmos o túmulo dito de D. Urraca, presente na Igreja do Mosteiro de Alcobaça, sobre o qual existem dúvidas de identificação e cronologia".
O bastardo régio, filho de Sancho I de Portugal, morto em combate nas Lides de Gaia (1245), às mãos de Martim Gil de Soverosa, só veio a receber tumulação monumental alguns anos mais tarde, por vontade de sua irmã, também bastarda, Constança Sanches. Sendo esta filha de Sancho I e monja do Convento das Donas de Coimbra, mais, sendo o túmulo do cavaleiro esculpido em calcário brando das pedreiras de Coimbra, os diferentes autores que escreveram sobre esta obra tendem a ver o sarcófago de Rodrigo Sanches como uma realização das chamadas oficinas de Coimbra que, a partir do século XIII, deixaram mostras da sua qualidade em túmulos como os dos bispos Egas Fafes e Tibúrcio (Sé Velha de Coimbra).
Anteriormente, devido à inserção do túmulo em arcossólio aberto na parede da ala Norte do claustro do mosteiro, situação que ocorreu no século XVII, apenas era visível uma das faces da arca e a tampa, com a sua estátua jacente e outras figuras que a acompanham. Em 2013 o monumento foi deslocado para um espaço autónomo, tornando-se possível apreciá-lo na totalidade.
O tratamento plástico das composições figurativas e arquitectónica é essencialmente de perfil românico. A estátua jacente, que preenche a tampa sepulcral, é pouco volumosa e tratada nos recortes anatómicos de forma estilizada e idealizada. A cabeça assenta sobre duas almofadas sem decoração e o rosto mostra o cabelo escorrido com as madeixas desenhadas por finas estrias, os olhos ovais e desproporcionados em grandeza em relação ao tamanho do rosto, bem como as orelhas salientes, idênticas às que o escultor lavrou nas figuras da arca. O bastardo veste longa túnica atada na cintura, sobre a qual foi esculpido o manto. Com as duas mãos, segura o pomo  da espada que se estende sobre o corpo e na qual se enrola o cinto. A ladear a cabeça da estátua jacente, de ambos os lados, dois anjos (ou querubins), auxiliam ao trânsito da alma: um em oração e outro transportando, numa toalha, a alma do defunto sob a forma de uma criança desnuda. Esta característica é um exemplar inicial de uma "iconografia do trânsito" que haveria de se tornar frequente durante os século XIII e XIV. Aos pés, pese o mau estado de conservação, pode ver-se um grupo de querubins.
Na face visível da arca, representa-se a figura de Cristo, ao centro, sentado e segurando o Livro dos Evangelhos, secundado pelos elementos do Tetramorfo. A sua figura é majestática e rígida, seguindo modelos românicos. A ladeá-lo, dispõem-se, sobre arcaria de volta perfeita assente em capitéis zoomórficos e em capitéis vegetalistas, as figuras dos apóstolos, apresentando algum movimento que lhes é conferido pelas indumentárias e posição das cabeças. Uma destas figuras está coroada e a sua identificação não é definitiva.
Note-se, como "marca de autor", as grande e salientes orelhas das diferentes figuras, sinal claro da oficina que aqui trabalhou.

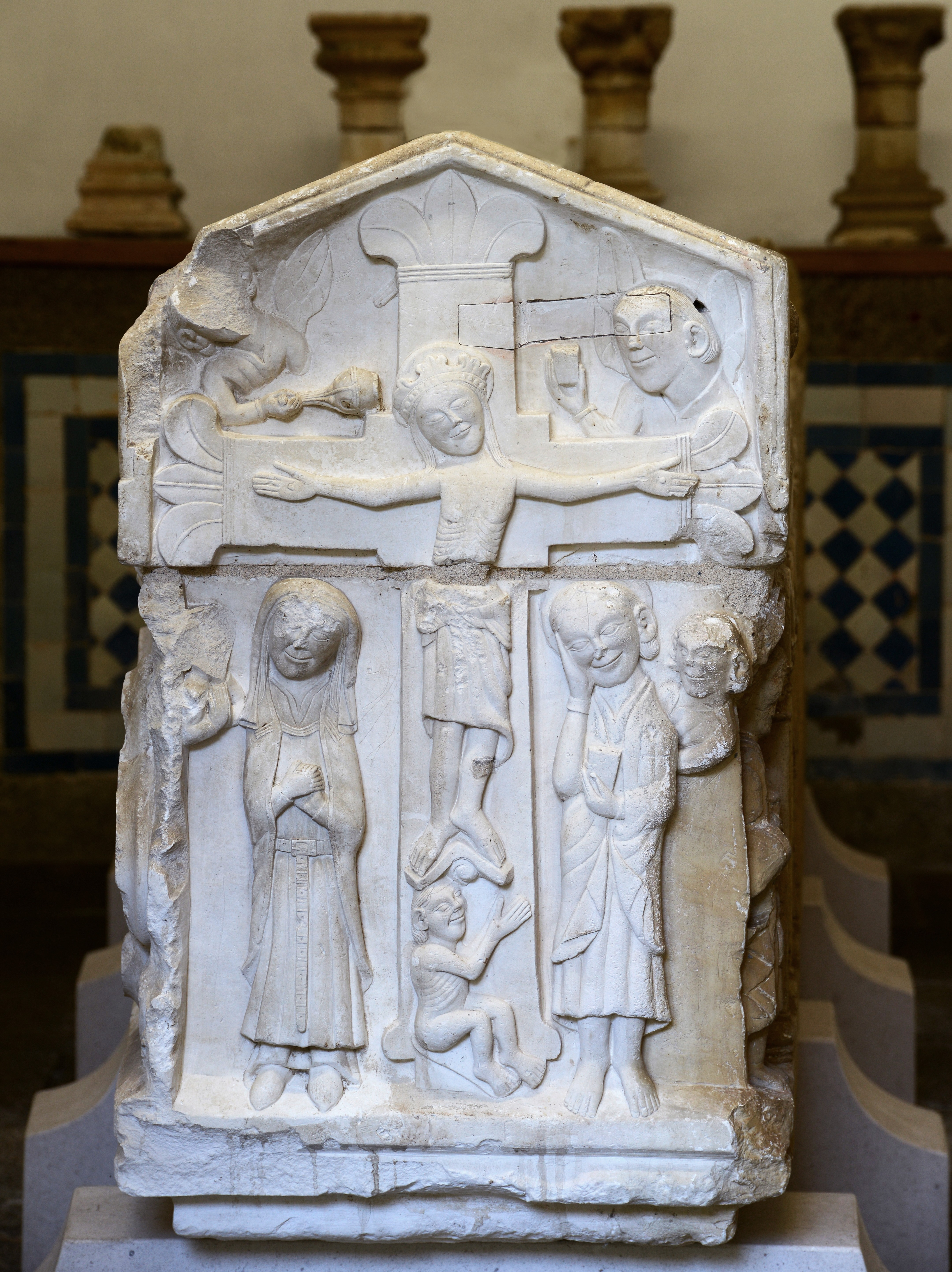
Túmulo de D. Rodrigo Sanches
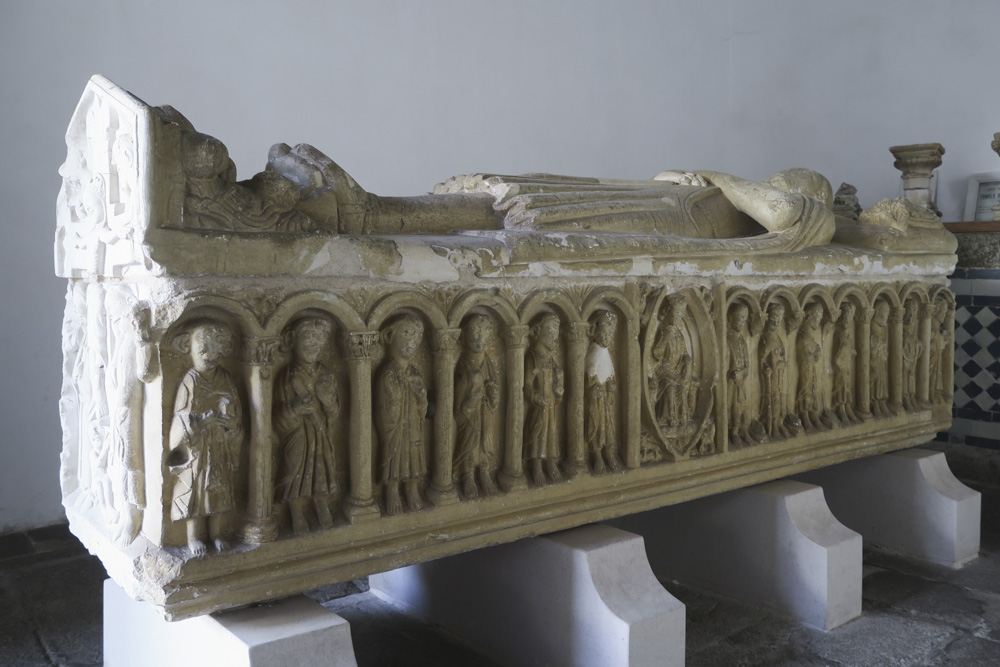
Túmulo de D. Rodrigo Sanches
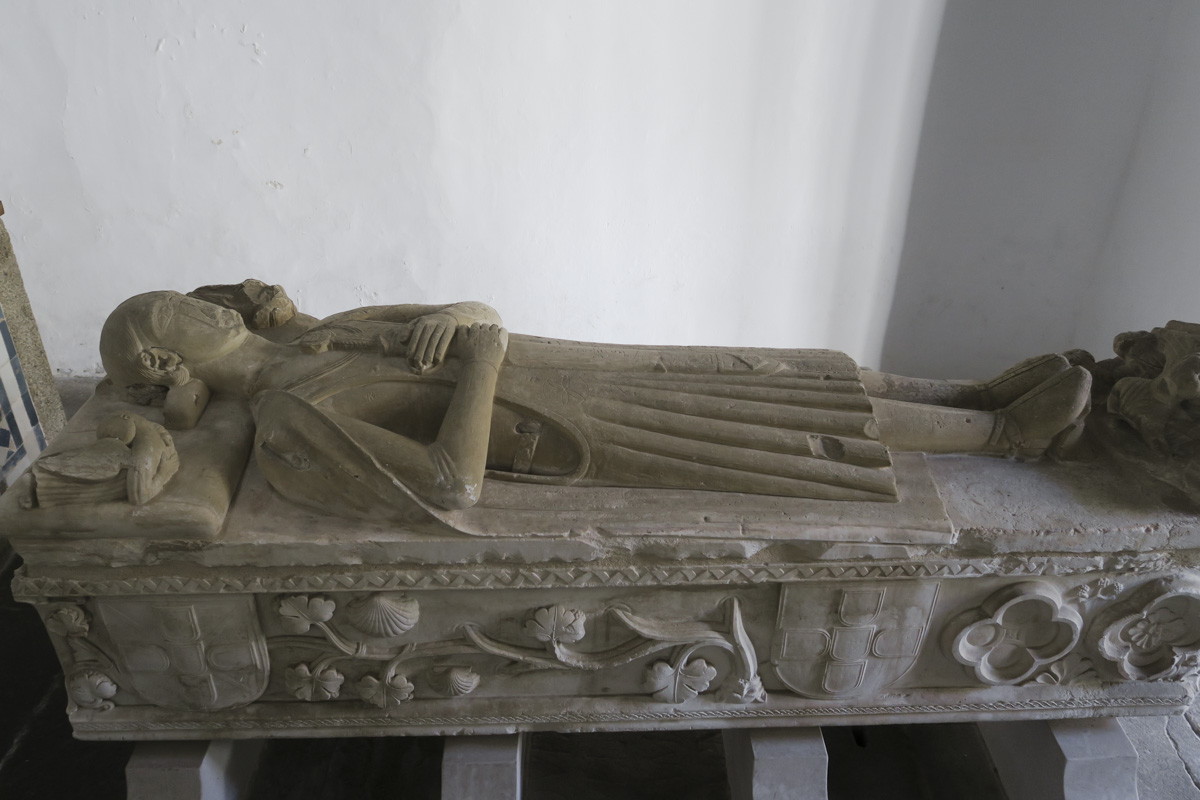
Túmulo de D. Rodrigo Sanches

## Descendência
Rodrigo Sanches não casou, mas teve por barregã Constança Afonso de Cambra, filha de Afonso Anes de Cambra, senhor de Cambra, e  Urraca Pires Ribeiro. Na altura aquela estava viúva de Estêvão Mendes Petite, de quem não tivera filhos. Da união com o infante bastardo nasceu:
- Afonso Rodrigues de Portugal[8], criado no  Mosteiro  de  Grijó, foi frade franciscano, e professou no Convento de Lisboa, tornando-se seu guardião, e foi do desembargo de Dinis I de Portugal; em 1256 era escolar em Coimbra; teve 6 marcos e 50 libras no testamento de sua tia Constança Sanches de Portugal. Apesar  de  omitido nos  Nobiliários,  é  mencionado  expressamente  no  testamento  de  D.  Constança  Sanches,  que  o trata  por  sobrinho:  “...  Fratri  Alfonso  Roderici  consobrino  mei  vj.  marcos  argenti  et  L.  libras  pro necessitatibus suis”.

Constança sobreviveu a Rodrigo e voltou a casar, mais tarde, com Fernão Rodrigues Pacheco, senhor de Ferreira de Aves, de quem teve descendência.